# Zenel Hajdini
Zenel Mehmet Hajdini (ur. 24 maja 1910 w Tupale, zm. 7 marca 1942 w Gazdare) – jugosłowiański partyzant walczący w NOVJ, bohater narodowy Jugoslawii.

## Życiorys
Ukończył naukę w medresie w Skopju, następnie studiował matematykę w Belgradzie. Po wybuchu II wojny światowej wrócił do Tupale.
W sierpniu 1941 roku dołączył do oddziału partyzanckiego Kukavica działającego w ramach NOVJ, zginął dnia 7 marca 1942 roku w Gazdare podczas walk z czetnikami i siłami bułgarskimi. Na jego cześć pośmiertnie nazwano jeden z oddziałów NOVJ.

## Upamiętnienie
9 października 1953 roku został pośmiertnie uhonorowany jugosłowiańskim Orderem Bohatera Narodowego.
Jego imieniem nazwano wiele kosowskich i północnomacedońskich ulic oraz placów (po wojnie w Kosowie zmieniono nazwy niektórych kosowskich ulic imienia Zenela Hajdiniego), a także 12 szkół podstawowych oraz średnich w Kosowie (w tym szkołę podstawową we wsi Tupale), Macedonii Północnej oraz w serbskiej Jablanicy.

## Życie prywatne
Miał brata Hajvaza, który dnia 27 marca 1999 został spalony żywcem we własnym domu w Tupale; przez ostatnie 7 lat życia był sparaliżowany.